# Europese weg 961
De Europese Weg 961 of E961 is een Europese weg die loopt van Tripoli in Griekenland naar Githion in Griekenland.

## Algemeen
De Europese weg 961 is een Klasse B-verbindingsweg en verbindt het Griekse Tripoli met het Griekse Githion en komt hiermee op een afstand van ongeveer 100 kilometer. De route is door de UNECE als volgt vastgelegd: Tripoli - Sparta - Githion.